# Cyanohydrine

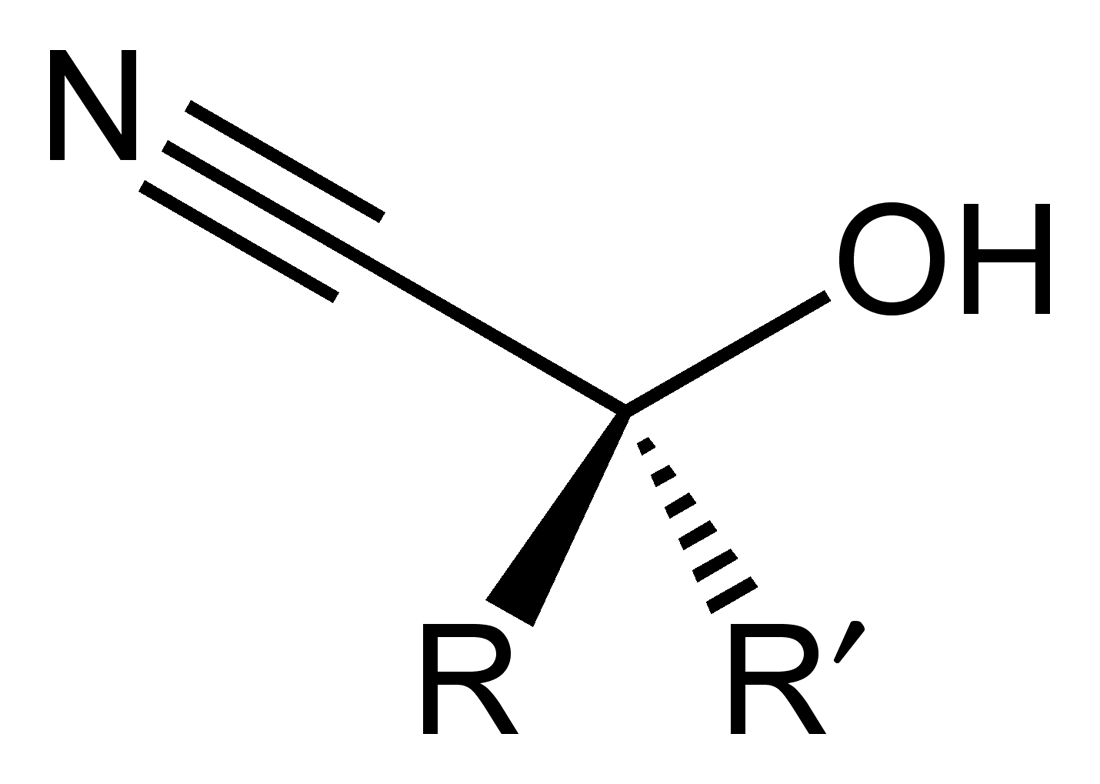
Structuurformule van een cyanohydrine.

Een cyanohydrine is in de organische chemie een functionele groep of stofklasse met als algemene formule R2C(OH)CN, waarbij R waterstof, een alkyl of aryl kan zijn. Op industrieel niveau zijn cyanohydrines van belang bij de productie van carbonzuren en aminozuren.
Cyanohydrine kan worden gevormd door een reactie, waarbij een keton of aldehyde met waterstofcyanide wordt behandeld. Gezien de giftigheid van deze stof is  natrium- of kaliumcyanide meestal de bron van het cyanide-ion. Het noodzakelijke waterstofion wordt aan water omtrokken:
NaCN  → Na+ + CN—
RR’C=O + CN— → RR’C(O—)CN
RR’C(O—)CN + H2O  → RR’C(OH)CN
Met als netto-reactie:
NaCN + RR’C=O → RR’C(OH)CN + NaOH
Tijdens de reactie is controle van de pH belangrijk. Een te lage pH zal tot gevolg hebben dat gasvormig HCN ontstaat, een te hoge pH heeft tot gevolg dat de reactie van het alcoholaat met water tot het eindproduct minder goed verloopt.

## Voorbeelden
- Acetoncyanohydrine, het cyanohydrine van aceton
- Mandelonitril
- Glycolnitril